# Baba-ah-iddina
Baba-ah-idinna est un roi de Babylone, qui a régné en 812 av. J.-C. Il monte sur le trône à la suite de la défaite et de la capture de son prédécesseur Marduk-balassu-iqbi, avec lequel il n'a apparemment aucun lien, par le roi d'Assyrie Shamshi-Adad V. Son règne est en effet à situer dans une période durant laquelle l'Assyrie tente de dominer la Babylonie. Baba-ah-idinna, probablement issu de la noblesse babylonienne, n'est pas en meilleurs termes que son prédécesseur avec son voisin du nord, et il subit le même sort que lui après quelques mois de règnes, quand il est éliminé par Shamshi-Adad. Cet événement précipite la Babylonie dans un chaos politique durable, car il faut attendre 12 ans pour qu'un nouveau roi monte sur le trône de Babylone, et plus de 40 ans pour qu'un souverain d'envergure ne stabilise la situation, certaines périodes étant manifestement marquées par des interrègnes, tandis que s'affirment des pouvoirs rivaux, ceux des tribus chaldéennes.